# Pishgam

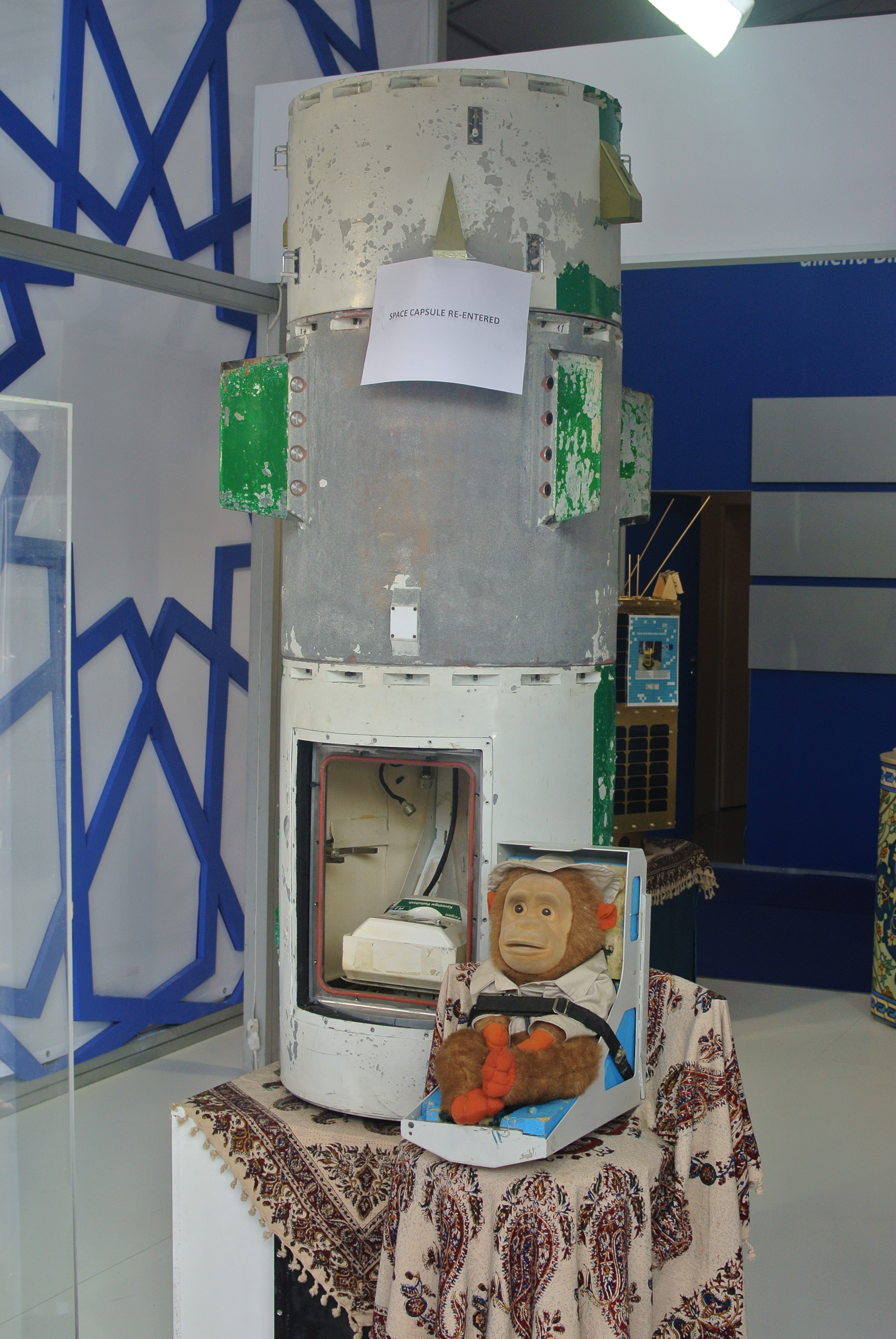
La capsule spatiale "Pishgam" qui a effectué un vol suborbital avec un singe à son bord.

Pishgam (en persan : پیشگام, « pionnier », anciennement کاوشگر ۵ Kavoshgar-5 : « Explorer-5 ») est le nom donné à une expérience lancée par une fusée-sonde iranienne Kavoshgar qui a effectué un vol suborbital culminant à 120 km le 28 janvier 2013 avec à son bord, un singe rhésus. Elle fait partie d'une série de lancements avec des charges biologiques qui doivent mener vers des vols spatiaux habités.

## Programme Kavoshgar
Le lancement, initialement appelé Kavoshgar-5, fait suite à Kavoshgar-4, lancé en mars 2011. C'était un vol suborbital, qui a atteint un apogée de 150 km et effectué un atterrissage à 300 km du site de lancement. Il contenait du matériel pour abriter un singe mais sans l'animal. Le lancement précédent, Kavoshgar-3, contenait des vers, des tortues et un rat,,,.
Le premier lancement Kavoshgar-5 a eu lieu entre le 23 août et le 22 septembre 2011 (mois Shahrivar du calendrier persan) et s'est terminé par un échec. Une source estime que le lancement s'est déroulé le 15 septembre 2011. La capsule contenait un singe rhésus. Après cet échec, le 3 octobre, l'Iran avait annoncé la suspension de son programme spatial d'animaux vivants,,.
Le 1er août 2012, Hamid Fazeli a annoncé par l'Agence spatiale iranienne qu'un nouveau singe serait lancé après le Ramadan, qui a pris fin le 19 août 2012,,,,. Jusqu'à décembre 2012, aucune annonce particulière, si ce n'est qu'un lancement serait initié très prochainement,.
Le 28 janvier 2013, l'Iran a annoncé que le lancement aurait lieu ce même jour. Peu de détails ont été révélés : l'engin a atterri en toute sécurité et le singe a survécu,.
Les États-Unis estiment que si l'Iran a réussi, comme il l'affirme, à envoyer un singe dans l'espace, cela constitue une violation de la résolution 1929 de l'ONU condamnant son programme balistique. La « résolution 1929 du Conseil de sécurité de l'ONU interdit à l'Iran de mener toute activité liée à des missiles balistiques capables de porter des armes nucléaires ».

## Référence
- (en) Cet article est partiellement ou en totalité issu de l’article de Wikipédia en anglais intitulé « Pishgam » (voir la liste des auteurs).

1. 1 2  « Space Events - 2011 », Zarya.info (consulté le 7 septembre 2012)
2. 1 2  « Iran failed with space monkey launch: Report », Zee News, 12 novembre 2011 (consulté le 7 septembre 2012)
3. 1 2  « Iran to Send More Living Creatures into Space Soon » [archive du 26 août 2012], Fars News Agency, 1er août 2012 (consulté le 7 septembre 2012)
4. 1 2  Nicola Guttridge, « Iran Space Agency to launch a monkey into space », New Scientist, 3 août 2012 (consulté le 7 septembre 2012)
5. ↑  Jonathan McDowell, « Kavoshgar », Jonathan's Space Page (consulté le 9 septembre 2012)
6. ↑  « Report: Iran Attempt to Launch Monkey Into Space Fails », Space.com, 12 octobre 2011 (consulté le 8 septembre 2012)
7. ↑  « Iran fails with space monkey launch », Daily Telegraph, 12 octobre 2011 (consulté le 7 septembre 2012)
8. ↑  « ‘Iran to launch “kavoshgar-5” satellite carrier into space in near future’ », Iran English Radio, 1er août 2012 (consulté le 7 septembre 2012)
9. ↑  « Iran to send monkey into space after month of Ramadan » [archive du 5 août 2012], Tehran Times, 1er août 2012 (consulté le 7 septembre 2012)
10. ↑  « Muslim calendar for 2012 » [archive du 5 septembre 2012], BBC (consulté le 7 septembre 2012)
11. ↑  « Iran sends living creature into space », Iran Project, 28 janvier 2013 (consulté le 28 janvier 2013)
12. ↑  « Go For Launch! », Zarya.info (consulté le 28 janvier 2013)
13. ↑  « Iran says monkey sent to space », Al Jazeera, 28 janvier 2013 (consulté le 28 janvier 2013)
14. ↑  « Iran sends living creature into space », Press TV, 28 janvier 2013 (consulté le 28 janvier 2013)